# Światowe Dni Młodzieży 1991
6. Światowe Dni Młodzieży – ogólnoświatowy zjazd młodzieży katolickiej, który odbył się w dniach 10–15 sierpnia 1991 w Częstochowie.
Hasłem przewodnim zwołanych przez papieża Jana Pawła II dni młodzieży były słowa zaczerpnięte z Listu św. Pawła do Rzymian: "Otrzymaliście Ducha przybrania za synów" (Rz 8,15). Uroczystości na Jasnej Górze zgromadziły 1 600 000 uczestników.
W Orędziu na Światowe Dni Młodzieży, ogłoszonym 15 sierpnia 1990 w Watykanie, Jan Paweł II przypomniał rolę Ducha Świętego w życiu chrześcijańskim. Papież zwrócił uwagę na istotę prawdziwej wolności i odpowiedzialności chrześcijan wobec świata. Zaprosił młodzież do przybycia do sanktuarium Czarnej Madonny na Jasnej Górze.
Pierwsze spotkanie młodzieży z papieżem miało miejsce 14 sierpnia na Jasnej Górze. Jan Paweł II w kilkunastu językach zwrócił się do przybyłych z całego świata pątników. W czasie wieczornego Apelu Jasnogórskiego papież odczytał tekst rozważania. Następnego dnia została odprawiona Eucharystia na wałach jasnogórskich dla wszystkich uczestników spotkania. Przed modlitwą Anioł Pański Jan Paweł II odmówił akt zawierzenia młodzieży świata Matce Bożej. Papież wygłosił również przemówienie pożegnalne.
Hymnem Światowych Dni Młodzieży w Częstochowie była pieśń "Abba Ojcze" (sł. Jan Góra OP; m. Jacek Sykulski).
Kolejne ŚDM w Polsce odbyły się w 2016 roku w Krakowie.